# Audiometrija
Audiometrija je neinvazivna dijagnostička procedura kojom se ispituje sluh i utvrđuje postojanje oštećenja sluha, kao i mesto i stepen eventualnog ošetećenja. Radi se u sklopu rutinskog ispitivanja sluha ili kod ispitanika sa već registrovanim oštećenjem sluha. Može se raditi i kod dece nakon pete godine života. Ispitivanje je potpuno bezbolno i komforno i traje oko 20 minuta.
Pri ispitivanju sluha ispitanik se nalazi u za audimetriju specijalno dizajniranoj prostoriji–tihoj komori ili slušnoj kabini. Zidovi ovih prostorija treba da apsorbuju ne samo spoljašnju buku već i unutrašnje zvuke. Oni bi se refleksijom od zidova mogli pojačati pa je neophodno da budu brzo apsorbovani. Održavanje gromkosti zvuka posle prestanka dejstva zvucnog izvora koji ga je izazvao zove se reveberacija ili vreme reveberacije i ono mora biti veoma kratko najvise 0,2-0,5 sekundi.

## Audiometar
Audiometar je merni instrument ili uređaj koji se koristi za ispitivanje osetljivosti sluha. Audiometrijom se odredjuju granice slušnog polja kako u pogledu intenziteta,tako i u pogledu frekvencija. Ispitivanje se vrši tako što se dobijene vrednosti porede sa standardima dobijenim na velikom broju ljudi normalnog sluha.
Audiometar se sastoji najčešće iz sledećih delova:
1. Elektronski sinusni oscilator kojim se mogu menjati frekvence, najčešće u opsegu od 125 do 8000 Hz.
2. Atenuator intenziteta, sa rasponom od 0 do 100db.
3. Dve slušalice za vazdušnu i jedna za koštanu provodljivost.
4. Prekidači struje i tona.
5. Generator belog šuma za potrebe maskiranja.

## Audiogram
Grafički zapis koji se dobija audiometrijom naziva se audiogram i predstavlja slušno polje ispitanika prikazujući raspon svih intenziteta i frekvencija zvukova koje ispitanik čuje. Obično se prikazuje kao krivulja u koordinatnom sistemu, koja na horizontalnoj osi ima unete vrednosti frekvence zvukova, a na vertikalnoj osi jačinu zvukova.

## Tipovi audiometrije
Audiometrija moze biti tonalna i govorna. Tonalnu audiometriju dalje delimo na liminarnu(pragovnu) i supraliminarnu (suprapragovnu).

### Govorna audiometrija
Kod ispitanika sa oštećenim sluhom se ovim načinom odredjuje procenat očuvane razumljivosti govora. Umesto tona primenjujemo posebno izbalansirane reči poznatog značenja sa tačno odredjenim brojem konsonanata i vokala. Ispitanik glasno ponavlja reči koje je čuo, a rezultat se unosi u poseban govorni dijagram. Ova metoda je posebno važna pri izboru slusnih aparata.

### Tonalna liminarna audiometrija
Ova metoda predstavlja ispitivanje praga sluha ili granice čujnosti čistim tonovima u rasponu od 125 do 8000 Hz. Čist ton je potpuno odredjen intenzitetom i frekvencijom.

### Tonalna supraliminarna audiometrija
Tonalna supraliminarna audiometrija je metoda kojom se ispituje sluh iznad praga čujnosti,a cilj joj je da utvrdi kako se sluh ponaša pri većim intenzitetima zvuka.

## Spoljašnje veze
|  | Molimo Vas, obratite pažnju na važno upozorenje u vezi sa temama iz oblasti medicine (zdravlja). |